# 정정화
정정화(鄭靖和, 1900년 8월 3일 ~ 1991년 11월 2일)는 한국의 독립운동가이다. 본명은 정묘희(鄭妙喜)이며 아호는 수당(修堂)

## 생애
한성부에서 태어나 1910년 어린 나이에 김의한과 결혼했다. 남편은 구한말 고위 관료인 김가진의 아들이었다.
김가진은 1919년 상하이의 대한민국 임시정부로 전격 망명했고, 정정화는 시아버지와 남편을 따라 1920년 역시 상하이로 망명했다.
'연로하신 시아버지를 모셔야한다'는 일념때문이었다.

그녀는 감시가 덜한 여성이라는 점을 이용하여 임시정부의 독립운동 자금을 모금하는 역할을 맡아서 중국과 국내를 오가면서 10여년간 자금 모금책, 연락책으로 활동했다. 또한 중국 망명 27년 동안 자신의 가족 뿐 아니라 이동녕, 백범 김구 등 임정요인 및 그 가족들을 돌보며 임시정부의 안 살림꾼으로서 임정 요인들이
지속적으로 독립운동을 할 수 있도록 뒷바라지하였다.
1940년 한국혁명여성동맹(韓國革命女性同盟)을 조직하여 간부를 맡았고 충칭의 3·1 유치원 교사로도 근무했다. 1943년 대한애국부인회 훈련부장이 되는 등 임시정부를 대표하는 여성 독립운동가로 활동했다.
그러나 광복 후 인생 행로는 순탄치 않았다. 미군정의 홀대 속에 1946년 개인 자격으로 귀국해야 했고, 오랫동안 임시정부에서 함께 활동했던 김구가 곧 암살되었기 때문이다. 한국 전쟁 중 김의한은 안재홍, 조소앙 등과 함께 납북되었으며, 남한에 남은 정정화는 부역죄로 투옥되는 등 고초를 치렀다.
저서로는 회고록 《녹두꽃》(1987, 개정판 《장강일기》)을 남겼다. 이 회고록을 토대로 연극 《장강일기》와 《치마》, 《아! 정정화》 등 정정화의 일생을 소재로 한 연극이 공연되었다.
1982년에 건국훈장 애족장을 수여 받았다.

## 참고자료
- 네이버 캐스트 : 오늘의 인물 - 정정화[깨진 링크]